# Traité de Point Elliott

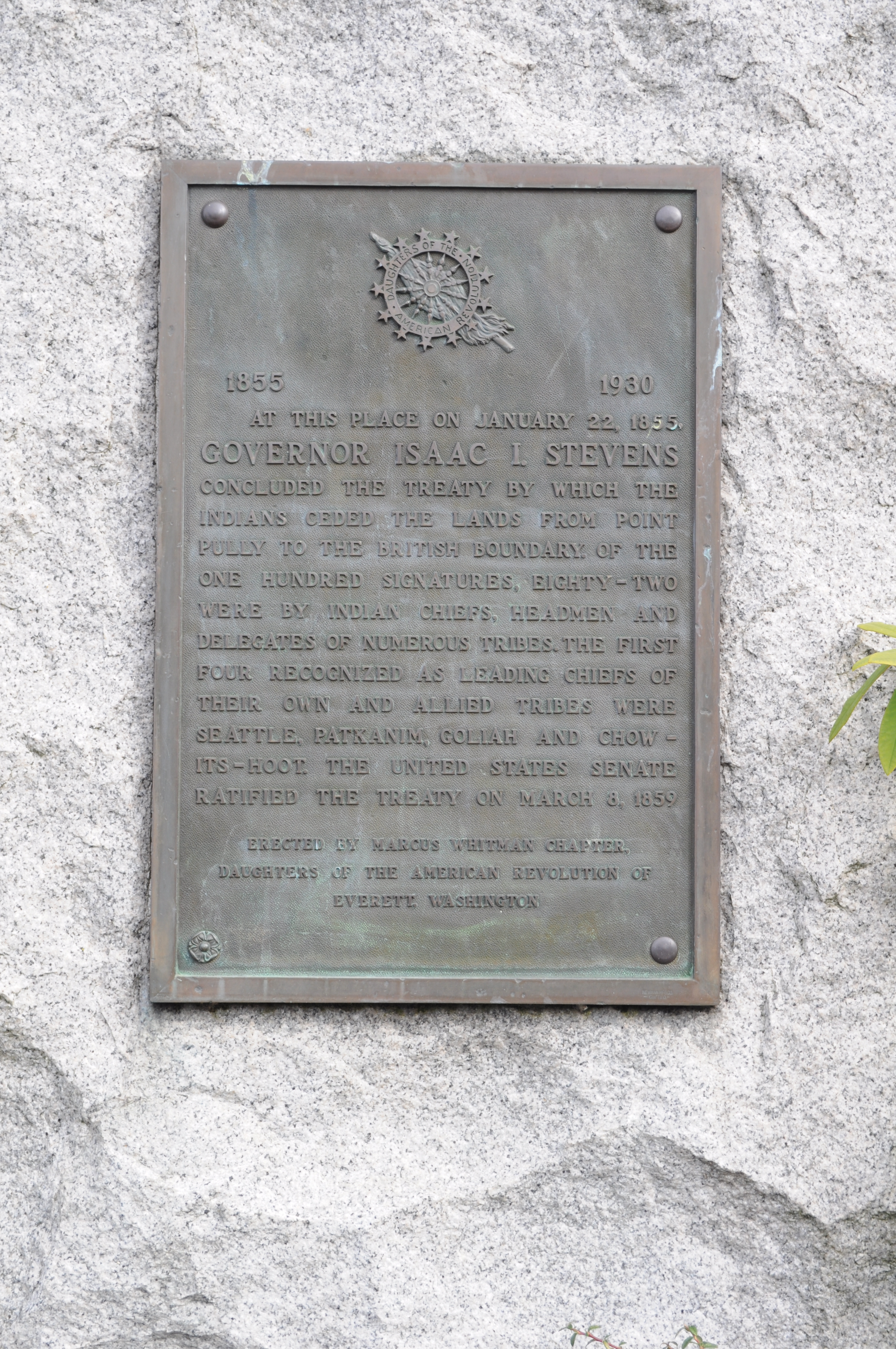
Plaque apposée à Mukilteo en commémoration de la signature du traité.

Le traité de Point Elliott est un traité signé le 22 janvier 1855 entre les États-Unis et plusieurs peuples amérindiens de la région du Puget Sound dont notamment les Duwamish, Suquamish, Lummi et Skagit.
Selon les termes du traité, les Amérindiens devaient céder une partie de leurs terres en échange de la reconnaissance de leurs droits de chasse et de pêche et la création de réserves.
Parmi les signataires du traité figurent Isaac Stevens, gouverneur du territoire de Washington, et Seattle pour les Duwamish et Suquamish.